# Seeland (region administracyjny)
Seeland (niem. Verwaltungsregion Seeland) – region administracyjny w Szwajcarii, w kantonie Berno, o pow. ok. 434 km², zamieszkały przez ok. 178 tys. osób. Powstał 1 stycznia 2010.

## Podział administracyjny
W skład regionu wchodzą dwa okręgi (Verwaltungskreis}:
- Biel/Bienne
- Seeland